# Võ Út Cường
Võ Út Cường (sinh ngày 12 tháng 6 năm 1990) là một cầu thủ bóng đá người Việt Nam hiện đang chơi ở vị trí tiền vệ cho câu lạc bộ Khánh Hòa tại giải V.League 2.

## Danh hiệu

### Ninh Thuận
- HCĐ Giải vô địch bóng đá U15 Việt Nam năm 2004.
- HCB Giải vô địch bóng đá U21 Việt Nam năm 2012.

### Khánh Hòa
- Á quân V.League 2: 2022.